# Güllemixer

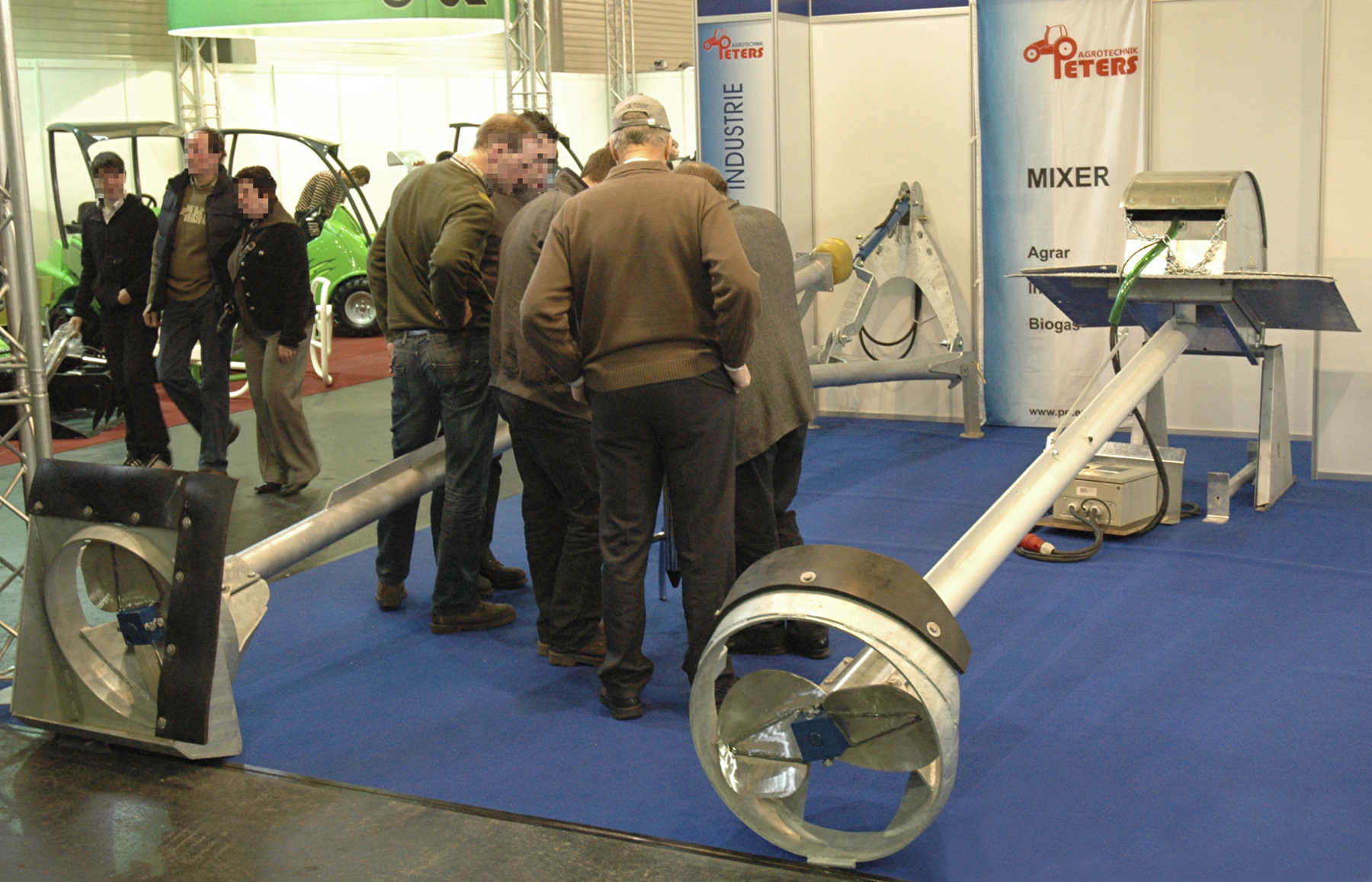
Zwei starre Güllemixer bei einer Ausstellung – Anbaumixer (links) und Elektromixer (rechts)

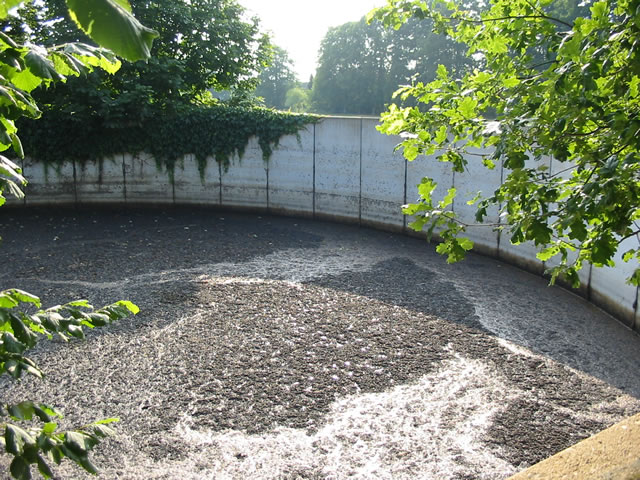
Schwimmschichtbildung in einem offenen Güllesilo

Ein Güllemixer, Güllemischer oder Güllerührwerk ist ein Gerät, das vor allem in der Landwirtschaft aber auch in Biogas- und Kläranlagen zum Aufrühren von Gülle und ähnlichen Gemengen eingesetzt wird.
Gülle ist ein bei der Viehhaltung ständig anfallender flüssiger Wirtschaftsdünger, der vor der gezielten Ausbringung auf Acker- oder Grünlandflächen zwischengelagert werden muss. Die Lagerung erfolgt meist in offenen oder geschlossenen Güllesilos. Durch Absetzvorgänge können dabei verklumpte Schwimm- und Sinkschichten entstehen, die die Pump- und Fließfähigkeit der Gülle beeinträchtigen sowie das restlose Entleeren des Lagers verhindern. Mit einem Güllemixer lassen sich die separierten Gülleschichten durchmischen, wodurch wieder eine fließfähige Masse mit homogener Nährstoffverteilung erzeugt wird. Dies ist für störungsfreie Pumpvorgänge (Güllepumpe, Gülletankwagen) und für gleichmäßige Düngerausbringung wichtig.

## Aufbau und Formen
Je nach Einsatzzweck und Hersteller werden Güllemixer in verschiedenen Ausführungen und Größen angeboten. Grundsätzlich bestehen die Geräte aus einer Antriebseinheit, einem mehr oder weniger langen Metallgestänge („Rührstange“, „Mixerrohr“ mit integrierter Welle und/oder Haltevorrichtung) und einer Durchmischungseinheit (Propeller, Rührflügel, Schaufelflügel). Es gibt mobile und stationär montierte Güllemixer.

### Antriebsarten
Nach der Antriebsweise lassen sich zapfwellenbetriebene Anbaumixer (auch Traktormixer oder Zapfwellenmixer genannt) von direkt an einen Motor angeschlossenen oder selbst mit einem Motor ausgerüsteten Motormixern unterscheiden. Mit einem Elektromotor betriebene Güllemixer werden unabhängig von ihrer Bauweise allgemein als Elektromixer bezeichnet. Diese sind in gemischten Wohn- und Landwirtschaftsgebieten der Dörfer angeraten, da sie die stundenlange Geräuschemission erheblich mindern. Auch die bei mit Dieselkraftstoff betriebenen Traktoren anfallenden gesundheitsschädlichen Emissionen wie Ruß und unvollständige Verbrennungsprodukte sind dann vermeidbar.
Der Anbau erfolgt bei Traktoren üblicherweise an der Dreipunkthydraulik, aber auch ein Anbau an Frontlader von Traktoren sowie an Teleskoplader oder Radlader ist möglich. Mobile Mixer können mit Ständern oder Fahrgestellen ausgerüstet sein, die lediglich den Anschluss an eine Zapfwelle mittels Gelenkwelle oder an einen Motor erfordern.

### Gestänge- und Bauformen
Das Mixergestänge kann einteilig starr (Stabmixer) oder mehrteilig, mit Hilfe von Drehgelenken schwenk- und klappbar ausgeführt sein. Besonders lange Güllemixer können zur Gestängestabilisierung mit stützenden Rahmenkonstruktionen versehen sein.
Starre Güllemixer eignen sich insbesondere für den Einsatz in geschlossenen oder offenen Tiefsilos (Güllegruben, Güllelagunen) und – dann auch als Kanalmixer bezeichnet – in unter dem Stall eingebauten Güllekanälen (Wechselstausystem, Slalom- oder Ringkanalzirkulation). Mehrgliedrige Güllemixer kommen als Einschwenkmixer oder Turmmixer bei geringen Rangiermöglichkeiten und vor allem in Hochbehältern zum Einsatz. Daneben gibt es mehrgliedrige, auf Anhängern montierte sowie selbstfahrende Güllemixer, die mit ihren großen hydraulischen Auslegern Betonpumpen ähneln. Sie werden überwiegend von Lohnunternehmen verwendet.
Transportable oder stationäre Tauchmotorrührwerke ähneln den üblichen Stab- oder Einschwenkmixern, besitzen jedoch eine direkt am Propeller positionierten, drehbaren Unterwassermotor, der mit in die Gülle eingetaucht wird und daher besonders geschützt gebaut sein muss. Sie sind in der Regel mit Planetengetriebe ausgestattet und weisen auf Grund ihrer schlanken Bauform strömungstechnisch günstige Eigenschaften auf. Eine Erweiterung der Tauchmotorrührwerke besteht in der Funktion des Rührtunnels. Hier wird ein Tauchmotorrührwerk stationär direkt als Art höhenverstellbare Wand im Güllekeller eingebaut. Durch eine Folie wird die Wand abgedichtet, damit nur durch das Tauchmotorrührwerk die Gülle im Güllekanal oder Slalomsystem verrührt wird ohne zurückfließendes Substrat.
Axialrührwerke können unterschiedlich, meist elektrisch über ein Planetengetriebe angetrieben werden. Sie besitzen keinen Propeller, sondern mehrere große und horizontal rotierende Flügel an einem senkrechten Gestänge, das fest zwischen Boden und Decke eines geschlossenen Güllelagers eingebaut wird. Die Flügel sind üblicherweise paarig angeordnet. Ein in Bodennähe starr montiertes Flügelpaar sorgt unten für die Aufrührung von Sinkschichten und ein weiteres, schwimmend aufgehängtes und sich dadurch dem Güllestand anpassendes Flügelpaar rührt oben vorhandene Schwimmdecken auf. Axialrührwerke eignen sich vor allem für größere oder unförmige Güllelager, zum Beispiel für lange Güllegruben mit Zwischenwand.
Eine Sonderform der Güllemixer bilden kleine Spaltenmixer bzw. Spaltenrührer, die meist von integrierten Elektromotoren angetrieben werden. Diese mobilen Geräte können – auch ohne Umstallen der Tiere – in Viehställen eingesetzt werden, die mit Spaltenboden und darunter liegendem Güllelager ausgerüstet sind. Dank eines Fahrgestells, das bei manchen Herstellern ein vierrädriger Transportwagen ist, bei anderen einer Sackkarre ähnelt, lassen sie sich einfach von einer Person bewegen. Am Fahrgestell sind eine Antriebseinheit (z. B. ein Elektromotor) sowie ein Mixerschwert (flach ausgeführte Rührstange) und daran ein Faltpropeller oder seltener einfache Rührflügel montiert. Das Mixerschwert ist standardmäßig senkrecht nach unten ausgerichtet und kann durch eine Bodenspalte abgesenkt werden, was häufig mechanisch per Kurbel und Seilwinde erfolgt. Idealerweise kann das Schwert noch in Spaltenrichtung geschwenkt werden. Die Faltpropeller oder Flügel lassen sich jeweils in Parallelstellung zum Schwert durch die Spaltenschlitze ein- und ausführen. Entsprechend den verschiedenen Spaltenbodenabmessungen wird auch von Rinderspaltenmixern und von Schweinespaltenmixern gesprochen.
Normalerweise ersetzen Spaltenmixer keine größeren Güllemixer, vielmehr kommen sie zusätzlich und insbesondere in Problembereichen mit intensiver Gülleverfestigung oder zur gezielten Fliegenbrut-Bekämpfung in Ställen zum Einsatz. Besonders Stubenfliegen legen ihre Eier oft in Gülleschwimmschichten ab. Problematisch sind unter Spaltenböden unter anderem die Kot- und Fütterungsstellen der Tiere, an denen erhöhte Feststoffanteile anfallen.
Zur Verbesserung des Rührvorgangs bei trockener Gülle oder starker Schichtbildung und zur schwimmenden Lagerung der Rührflügel können Spaltenmixer zusätzlich mit einer Wasserzufuhr zum Propeller ausgerüstet sein.

### Propeller und Zubehör
Propeller für Güllemixer gibt es sowohl in drückender als auch in ziehender/saugender Form. Außerdem werden Modelle mit entsprechend geeigneten Propellerflügelformen produziert, bei denen zwischen Vorwärts- und Rückwärtslauf umgeschaltet werden kann. Je nach Abmessungen des Güllelagers werden unterschiedliche Propeller eingesetzt, so dass jeweils alle Bereiche erfasst und aufgerührt werden. Generell lassen sich Schwimmschichten besser drückend auflösen, Sinkschichten eher ziehend. Bei eckigen Güllelagern kommen oft Propeller zum Einsatz, die die Gülle zum Mixer hin ziehen und so ein Aufstauen der Feststoffe an der entgegengesetzten Seite vermeiden. Bei runden Güllebehältern und in Kanalsystemen werden meist Propeller verwendet, die die Schwimmschicht durch Wegdrücken aufwirbeln und zirkulieren lassen.
Manchmal ist es nötig, der Gülle Sauerstoff zuzuführen. Dazu können Güllemixer mit zusätzlichen Belüftungseinheiten versehen werden (Luftansaugung, Druckschlauch, Belüfterkopf am Propeller). Ähnliches gilt für eine optionale Wasserzufuhreinrichtung zur Verdünnung der Gülle beim Mischen. Ebenso können Schneidwerke angebracht werden, die parallel zum Rühren Futterreste oder zwecks Emissionsminderung eingebrachtes Stroh zerkleinern. Schutzkörbe, Schutzkästen, Schutzringe, einfache Rahmen oder Ständer können zudem Beschädigungen am Propeller beim Einsatz oder Abstellen verhindern.